# 나기라 켄이치
나기라 켄이치(일본어: なぎら健壱, 본명: 나기라 켄이치(柳楽健一), 1952년 4월 16일 ~ )는 일본의 배우이다. 1972년 1집 앨범 《万年床》으로 활동을 시작했다.

## 출연

### 드라마
NHK
- 2003년 《코코로》
- 2012년 《우메짱선생》

TBS
- 2008년 《안도 - 나츠》

### 영화
- 2000년 《고질라 24 - 고질라 2000밀레니엄》
- 2007년 《삐리리 ~ 불어봐! 재규어 더 무비》
- 2008년 《갓파쿠와 여름방학을》
- 2008년 《집오리와 들오리의 코인로커》